# Legge elettorale italiana del 1925
La legge elettorale italiana del 1925 è stato il sistema elettorale in vigore nel Regno d'Italia dal 1925 al 1928 per l'elezione della Camera dei deputati; non fu mai applicata.

## Storia
L'implicazione del segretario del Partito Nazionale Fascista Francesco Giunta e del capo della polizia e della Milizia Volontaria per la Sicurezza Nazionale Emilio De Bono nel delitto Matteotti, provocarono nel dicembre del 1924 una forte crisi nel gruppo fascista. In questa occasione quarantaquattro deputati fascisti guidati dall'ex nazionalista Raffaele Paolucci, avanzarono al presidente del consiglio e capo del fascismo Benito Mussolini una serie di richieste per normalizzare lo Stato, tra queste proposte c'era quella di realizzare una riforma elettorale per l'introduzione dei collegi uninominali. La riforma iniziò ad essere elaborata nel settembre 1924 per riconciliare il fascismo con gli esponenti liberali e per azzerare la rappresentanza parlamentare dei partiti di massa nelle successive elezioni, particolarmente svantaggiati da un sistema uninominale.
All'insaputa della Camera, il 20 dicembre 1925 Mussolini presentò il disegno di legge sulla riforma elettorale in senso uninominale. La legge fu approvata alla Camera il 17 gennaio 1925 con 268 voti favorevoli e 19 contrari. La legge fu poi approvata dal Senato il 13 febbraio 1925 con 214 favorevoli e 58 contrari. A causa delle numerose critiche la legge non fu mai attuata, per poi essere abrogata nel 1928 con l'introduzione della legge elettorale plebiscitaria.

### Riferimenti normativi
- Legge 15 febbraio 1925, n. 122, in materia di "Modificazioni al testo unico della legge elettorale politica 18 dicembre 1923, n. 2694"